# Ingrid Pavic

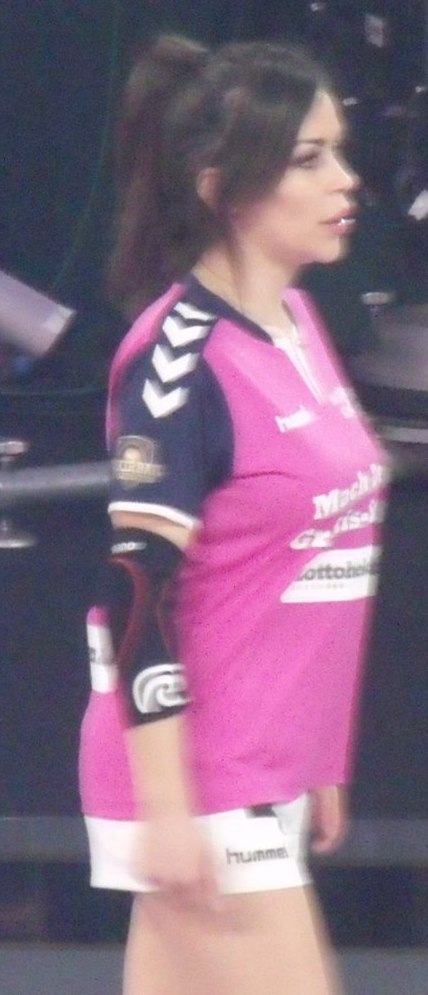
Ingrid Pavic bei Die große ProSieben Völkerball Meisterschaft 2016

Ingrid Pavic (* 7. April 1986 oder 7. April 1988 in Kroatien) ist eine deutsch-kroatische Reality-TV-Darstellerin.

## Leben
Ingrid Pavic wurde in Kroatien geboren; hauptsächlich verbrachte sie ihre Kindheit in der Schweiz und in Deutschland. Sie ist ausgebildete Friseurin und Visagistin und arbeitet als Hundebetreuerin.
Seit dem Jahre 2008 war sie in diversen TV-Formaten zu sehen. Besonders durch ihre eigenen Rubriken in der ProSieben-Sendung taff wurde sie einem größeren Fernsehpublikum bekannt. Dort ließ sie sich u. a. vor laufender Kamera die Lippen aufspritzen. Einen ihrer ersten Auftritte hatte sie, als sie im Rahmen der Wochenserie City-Check unter anderem mit der Germany’s-Next-Topmodel-Kandidatin Gina-Lisa Lohfink nach Istanbul reiste.
2011 nahm Ingrid Pavic für 120 Tage im TV-Experiment Big Brother teil. Rapper Bushido beleidigte Pavic öffentlich über Facebook, Twitter und Myspace. Pavic klagte vor Gericht und bekam 8.000 Euro zugesprochen. In einem außergerichtlichen Vergleich wurde die Summe auf 10.000 Euro angepasst.
2012 drehte sie in ihrer 5-teiligen Doku-Soap Ingrid auf der Suche nach dem Glück in der Reihe Family Stories auf RTL II. Im Sommer 2013 wirkte sie im RTL-Format Wild Girls – Auf High Heels durch Afrika mit; dort erreichte sie den 5. Platz. Auch in dieser Produktion erhielt sie eine eigene Rubrik mit dem Titel Ingrid’s Welt. 

## Fernsehauftritte (Auswahl)
- seit 2008: taff (ProSieben)
- 2011: Big Brother (RTL ll)
- 2012: Ingrid auf der Suche nach dem Glück (Family Stories) (RTL ll)
- 2013: Wild Girls – Auf High Heels durch Afrika (RTL)
- 2015: Promis privat – Das süße Leben der Stars (Sat.1)
- 2016, 2017: Die große ProSieben Völkerball Meisterschaft (ProSieben)
- 2023: Kampf der Realitystars – Schiffbruch am Traumstrand (RTL ll)